# Edmondo Rabanser
Edmondo Rabanser (geb. Edmund Rabanser; * 3. November 1936 in St. Ulrich in Gröden; † 25. März 2016 ebenda) war ein italienischer Eishockeyspieler, der über viele Jahre für den HC Ortisei/Gröden in der Serie A spielte und im Laufe seiner Karriere zweimal Italienischer Meister wurde. Mit der italienischen Nationalmannschaft nahm er an den Olympischen Winterspielen 1964 und mehreren Weltmeisterschaften teil.

## Karriere

### Serie A
Edmondo Rabanser begann seine Eishockeykarriere in St. Ulrich beim HC Ortisei, für den er am 23. Dezember 1956 beim Heimspiel gegen den damals von Fiat gesponserten HC Torino in der Serie A debütierte. Nach einer weiteren Saison in St. Ulrich zog Rabanser im Sommer 1958 nach Mailand und spielte für den Diavoli HC Milano. Mit den Diavoli nahm er mehrfach am Spengler Cup teil und belegte beim Turnier 1958 mit den Diavoli den zweiten Platz. 1960 gewann er mit dem Mailänder Team seinen ersten italienischen Meistertitel, damals spielte er zusammen mit Gilberto Nardi und Salvatore Guccione in einer Reihe. Ein Jahr später verloren die Diavoli das Entscheidungsspiel der Saison 1960/61 gegen die SG Cortina mit 0:4, so dass die Diavoli nur den zweiten Platz in der Tabelle belegten.
1962 folgte seine Rückkehr nach St. Ulrich, ehe er 1963 für eine Saison zum SSV Bozen wechselte.
Von 1964 bis zu seinem Karriereende 1970 spielte er erneut für den HC Ortisei respektive HC Gröden, mit dem er 1969 durch einen 9:1-Sieg gegen die Diavoli Milano den ersten Meistertitel des Clubs aus dem Grödner Tal gewann. Aufgrund der zwei gewonnenen Punkte zog der HC Gröden in der Tabelle an der SG Cortina vorbei; Rabanser erzielte in diesem Spiel vier Tore.

### International
Am 26. Januar 1957 debütierte Rabanser bei einem Freundschaftsspiel in Landshut zwischen den B-Nationalmannschaften Italiens und der Bundesrepublik Deutschland, wobei er sein erstes Länderspieltor erzielte, das zum zwischenzeitlichen 2:2-Unentschieden führte. Ein Jahr später absolvierte er auch sein erstes Spiel für die A-Nationalmannschaft im Spiel gegen den Lausanne HC, während ihm sein erstes Tor am 2. Dezember 1960 in Bozen beim Spiel gegen die Schweiz (3:6) gelang.
Sein erstes großes internationales Turnier waren die Olympischen Winterspiele 1964 in Innsbruck, wo er in acht Spielen zum Einsatz kam und dabei ein Tore und zwei Torvorlagen erreichte. Rabanser nahm anschließend an mehreren Weltmeisterschaften teil: zunächst an der B-Gruppen-Qualifikation 1964 und 1965, der C-Weltmeisterschaft 1966, der B-Weltmeisterschaft 1967 bis hin zur C-Weltmeisterschaft 1970.

### Als Trainer
Mit dem Ende seiner aktiven Laufbahn war Rabanser als Trainer tätig. Zunächst wurde er 1971 Cheftrainer des HC Gröden und übernahm parallel für einige Monate das Traineramt der italienischen A-Nationalmannschaft. Später war er Trainer des HC Meran und von Asiago Hockey. Zwischen 1981 und 1983 sowie von 1988 bis 1990 betreute er die italienische U20-Nationalmannschaft und nahm mit dieser an den B-Weltmeisterschaften 1982 und 1983 sowie den C-Weltmeisterschaften 1989 und 1990 teil.

## Erfolge und Auszeichnungen
- 1960 Italienischer Meister mit dem Diavoli HC Milano
- 1966 Aufstieg in die B-Weltmeisterschaft bei der C-Weltmeisterschaft
- 1969 Italienischer Meister mit dem HC Gröden